# 宇多田藤右衛門
宇多田 藤右衛門（うただ とうえもん）は、戦国時代 から安土桃山時代にかけての武士。毛利氏の家臣で鉄砲放（鉄砲隊）に所属した。初名は飛落小次郎。

## 生涯
毛利氏直属の中間である飛落氏に生まれる。初めは「飛落小次郎」と名乗っており、毛利氏の鉄砲放（鉄砲隊）に所属した。同じく毛利氏の鉄砲隊に所属し第二次月山富田城の戦い等で活躍した飛落元吉は藤右衛門の親類と考えられる。
永禄12年（1569年）の立花城の戦いで毛利氏は大友氏の立花城を攻略し、この戦いで市川久栄、岡元良、悪小次郎などが鉄砲で活躍したが、これに藤右衛門も従軍しており、同年5月6日に大友氏の攻撃を受けた際には、多賀山通定の陣において敵2人を射ち伏せた。この武功を多賀山通定が福原貞俊に報告し、翌日に福原貞俊から後日の注進のための念書を与えられた。また、同年5月18日の多々良浜の戦いで、大友氏の戸次鑑連（立花道雪）らが毛利氏の宍戸隆家、多賀山通定、山内隆通、楢崎信景、椋梨弘平らの陣を襲撃した際に、藤右衛門は楢崎信景の陣で敵2人を射ち伏せ、5月20日に福原貞俊から再び後日の注進の為の念書を与えられている。
永禄13年（元亀元年、1570年）、尼子勝久や山中幸盛らによる尼子氏再興軍を攻撃するための毛利輝元の出雲遠征に従軍。同年2月6日の出雲国島根郡桜崎における合戦において鍛冶屋彦四郎を討ち取り、他にも敵一人を鉄砲で射ち伏せる武功を挙げ、翌日に天野隆重に賞された。その後月山富田城に籠城し、同年6月8日に天野隆重は児玉元良に書状を送り、藤右衛門に知行等を与えるよう求めている。
天正5年（1577年）7月21日、讃岐国元吉城麓における三好氏との合戦で騎馬武者1人、陸立1人を討ち取った。この武功を同年11月2日に児玉就英が児玉元良に報告し、褒美を与えるよう述べている。
また、年不詳ではあるが、2月28日付けで、藤右衛門の鉄砲での武功を東誠幸と長元信が賞し、藤右衛門の武功が比類無きものであることを児玉元良に報告するので安心するように述べる連署の書状が『閥閲録』に収められている。
これら長年の武功に対し、天正6年（1578年）9月12日、国司元武、児玉元良、粟屋元真の連署奉書によって10石の地を与えられた。
天正8年（1580年）には輝元の備中出陣に従軍したが、虎倉城攻撃の途上の同年4月14日に下加茂の山中において伊賀久隆の強襲を受け、毛利軍は先鋒部隊の将であった粟屋元信を始めとして児玉元房、井上元勝、奈古屋元賀、小寺就武、三戸元好、山県三郎兵衛、足立十郎右衛門、斎藤左衛門尉など40余名が討ち取られる大敗を喫し、藤右衛門もこの戦いで戦死した（加茂崩れ）。
輝元はこの戦いで戦死した者たちの遺族らに弔辞を述べ哀悼の意を示しているが、藤右衛門の戦死を知った輝元は児玉元良へ書状を出し、藤右衛門の遺児である右衛門丸（後の宇多田元次）によくよく言い聞かすよう命じた。これを受けて児玉元良は右衛門丸に書状を送り、藤右衛門戦死の報に加え、輝元から御書と御詞があったことを報せ、今後は藤右衛門と同様に等閑なく相談するようにと言い聞かせた。さらに一手の大将を務め負傷した神田元忠（後の三浦元忠）も右衛門丸に書状を出しており、今後の右衛門丸について少しも忘却することはないと述べている。
その後、藤右衛門の後を子の元次が継いだ後も宇多田氏は毛利氏に仕え続け、元次以降は、十兵衛（善四郎）、政勝（十兵衛、勘之允）、生亨（十兵衛、采女、太郎左衛門、神右衛門）と続いている。